# Mochos (Chersonisos)
Mochos (griechisch Μοχός (m. sg.)) ist ein Bergdorf  auf der griechischen Insel Kreta. Seit der Kommunalreform von 2011 ist der Ort Teil der Gemeinde Chersonisos. Das traditionelle Ortsbild mit zahlreichen Tavernen macht Mochos im Sommerhalbjahr zu einem touristischen Ausflugsziel.

## Lage
Das Bergdorf liegt über der Nordküste Zentralkretas auf einer Hochebene auf 400 Meter Höhe. Man erreicht es auf einer kurvenreichen Bergstraße, die von der Bucht von Malia aus zur Lasithi-Hochebene führt. 10 Kilometer nördlich der Ortschaft befindet sich mit den Badeorten Stalida, Malia und Chersonisos eines der größten touristischen Ballungsgebiete Kretas. Die Inselhauptstadt Iraklio liegt 35 Kilometer westlich von Mochos.

## Geschichte
Mochos ist seit dem 8. Jahrhundert bekannt, die ersten Siedler waren vermutlich christliche Mönche. 1583 zählte der Ort 451 Einwohner.

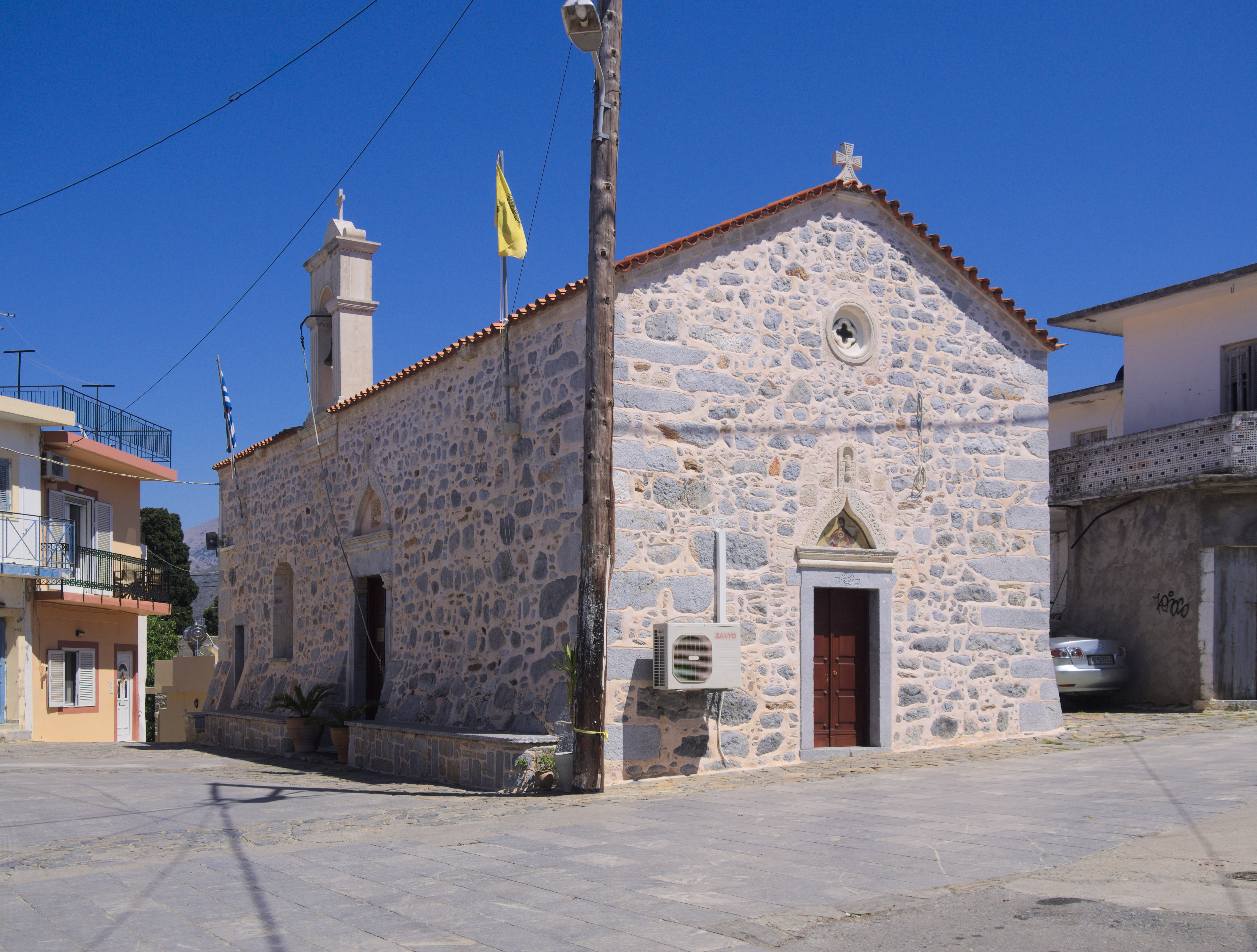
Kirche in Mochos (19. Jahrhundert)

Mittelpunkt der Ortschaft ist der Dorfplatz, an dem sich die Hauptkirche und mehrere Tavernen befinden. Etliche der Häuser sind im traditionellen Baustil aus Bruchsteinmauern errichtet, in einem davon ist heute das Mochos Folklore Museum (griechisch Λαογραφικό Μουσείο Μοχού Laografikó Mousío Mochoú) untergebracht.

## Wirtschaft und Tourismus
Die Bevölkerung lebt überwiegend vom Olivenanbau, in kleinerem Umfang wird auch Wein für die Produktion von Sultaninen kultiviert. Ein Teil der Einwohner ist in den Tourismusbetrieben an der Küste beschäftigt.
Der Ort zieht viele Tagesausflügler von den nahe gelegenen Badeorten an. Im Sommerhalbjahr werden auf dem zentralen Dorfplatz jeden Mittwoch Folkloretänze aufgeführt.

## Bulgarischer Pfad
Vom Küstenort Stalida verbindet ein alter Muliweg mit Mochos. Er wurde im Ersten Weltkrieg von bulgarischen Kriegsgefangenen erbaut und ist seither als Bulgarischer Pfad (griechisch Βουλγαρικό μονοπάτι Voulgarikó monopáti) bekannt. Der größtenteils gepflasterte Weg wird heute als Wanderweg genutzt, für den knapp fünf Kilometer langen Aufstieg sind gut eineinhalb Stunden einzuplanen. Auf halbem Weg befindet sich das Kloster der Jungfrau Maria Theogennitor (griechisch: Μονή Παναγίας Θεογεννήτορος), ein 2009 gegründetes Nonnenkloster.

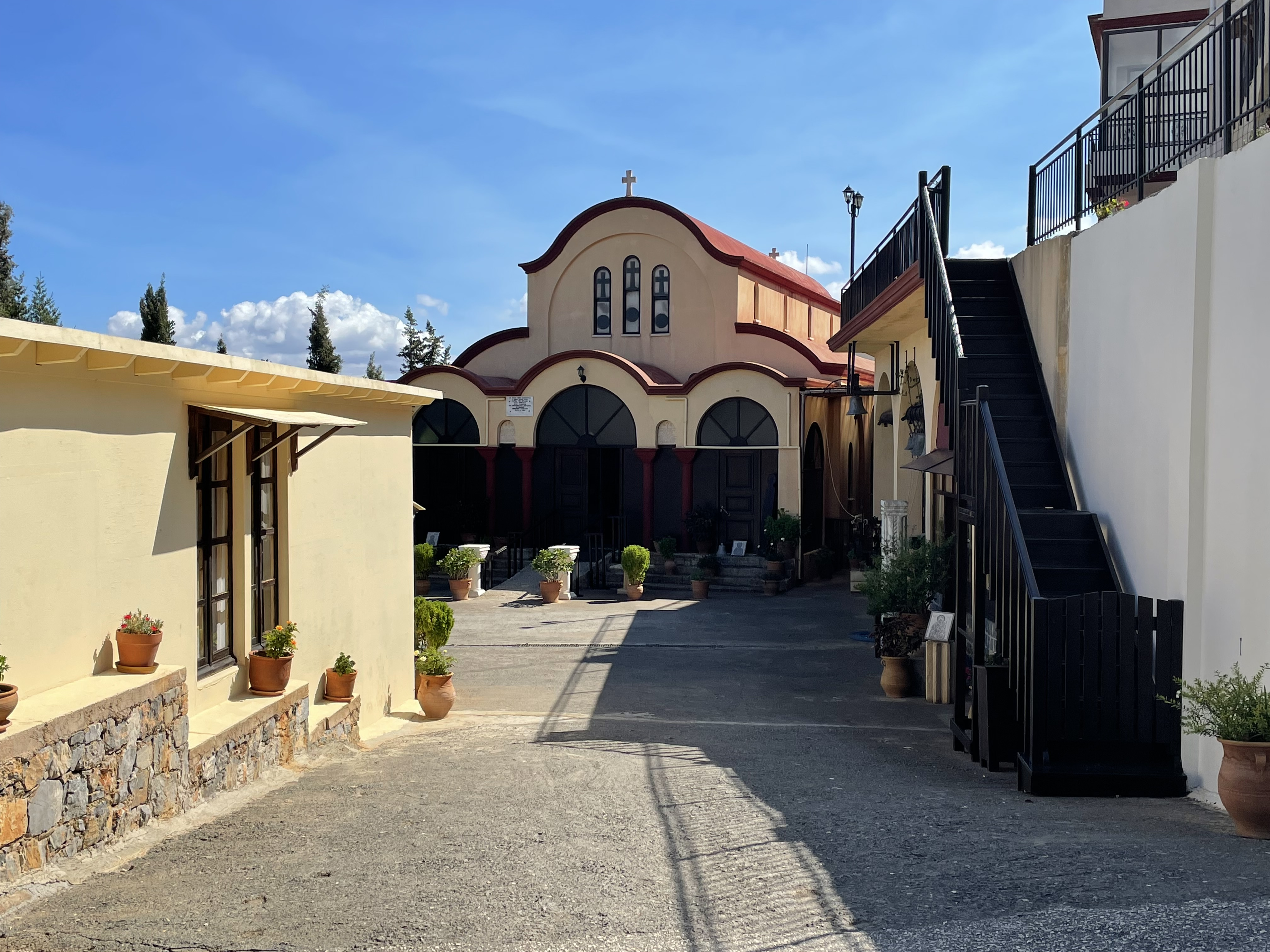
Kloster der Jungfrau Maria Theogennitor

## Persönlichkeiten
Mit Mochos eng verbunden war der schwedische Premierminister Olof Palme. Der Politiker verbrachte viele Male seinen Urlaub in Stalida und Mochos, wo er auch ein Ferienhaus besaß. Im September 1985 wurde er zum Ehrenbürger von Mochos ernannt. Nach seiner Ermordung im Februar 1986 herrschte in dem Dorf eine dreitägige Trauerzeit.  In Mochos erinnert in der Eparchiaki Odos Stalidas (Durchgangsstraße) das 2023 eröffnete Olof Palme Museum an den Politiker.

## Feiertag
Am 15. August wird zu Ehren der Jungfrau Maria ein großes Volksfest mit Besuchern aus ganz Kreta abgehalten.